# سوسک چرم‌خوار (سرده)
سوسک چرم‌خوار (نام علمی: Dermestes) نام یک سرده از زیرراسته سوسک‌های همه‌چیزخوار است.
در سوسک‌های این جنس، طول بدن حدود ۶ الی ۱۰ میلی‌متر و بیضی شکل است، ماسو ۳ بندی است و سطح شکم اغلب از موهای سفید رنگ متراکم پوشیده شده است. لاروها باریک و کشیده دارای موهای بلند و پر پشت خرمایی رنگ است. دو نوع موهای کوتاه و بلند در سطح بدن موجود است. لاروگونه‌های این جنس از روی آخرین حلقه شکم و پیوست‌های انتهایی (Urogomphus) آن شناخته می‌شوند. لاروهای جوان فاقد پیوست انتهائی می‌باشند.